# Noord-Hollands kampioenschap voetbalquiz
De Noord-Hollands kampioenschap voetbalquiz is een jaarlijkse quiz waarin de deelnemers vragen krijgen over het nationale en internationale voetbal. Traditiegetrouw is het #NHKVQ altijd in de eerste week van het nieuwe jaar.
Oud-winnaars
- 2017 - Steven van Santen en Marcel Heuts
- 2018 - Michel Abbink, Rypke Bakker en Harry Hamer
- 2019 - Michel Abbink en Harry Hamer